# Svartån (Östergötland)
 For alternative betydninger, se Svartån. (Se også artikler, som begynder med Svartån)
Svartån er en å dere løber i det nordlige Småland og den vestlige del af Östergötland. Dens kilder ligger nær Ormaryd, ca 10 km øst for Nässjö. Den løber først gennem Aneby, hvor den danner vandfaldet Stalpet. Efter at have passeret Gripenberg og Tranås løber Svartån ud i søen Sommen. Derefter fortsætter den mod nord gennem Boxholm, Strålsnäs, Mjölby og forbi Sya, hvorefter den løber ud på Østgötasletten. Udmundingen i søen Roxen ved Nybro er en kendt fuglelokalitet og området er naturreservat. Roxen afvandes til Motala ström. Svartån er 165 km lang og den har et afvandingsområde på 3.410 km², hvilket gør Svartån til Motala ströms største biflod. Svartåns største biflod er Lillån, som munder ud i Svartån ved Ledberg cirka 10 km før Svartåns udmunding i Roxen.
Svartån i Östergötland er det største vandløb med navnet Svartån i Sverige. Nummer to og tre i rangordning er Svartån (Närke) og Svartån (Västmanland).

## Eksterne kilder og henvisninger
1. ↑  Vattendragsregister (SMHI) (dødt link)

- Vattenråd för Svartån, Vattenråd Motala ström sydvästra Arkiveret 3. december 2011 hos  Wayback Machine

58°27′2.83″N 15°29′30.3″Ø / 58.4507861°N 15.491750°Ø